# Ул
Ул (порт. Ul)  —  район (фрегезия) в Португалии,  входит в округ Авейру. Является составной частью муниципалитета  Оливейра-де-Аземейш. Находится в составе крупной городской агломерации Большое Авейру. По старому административному делению входил в провинцию Бейра-Литорал. Входит в экономико-статистический  субрегион Энтре-Доуру-и-Воуга, который входит в Северный регион. Население составляет 2832 человека. Занимает площадь 4,98 км².